# イスラム協力機構

イスラム協力機構の旗

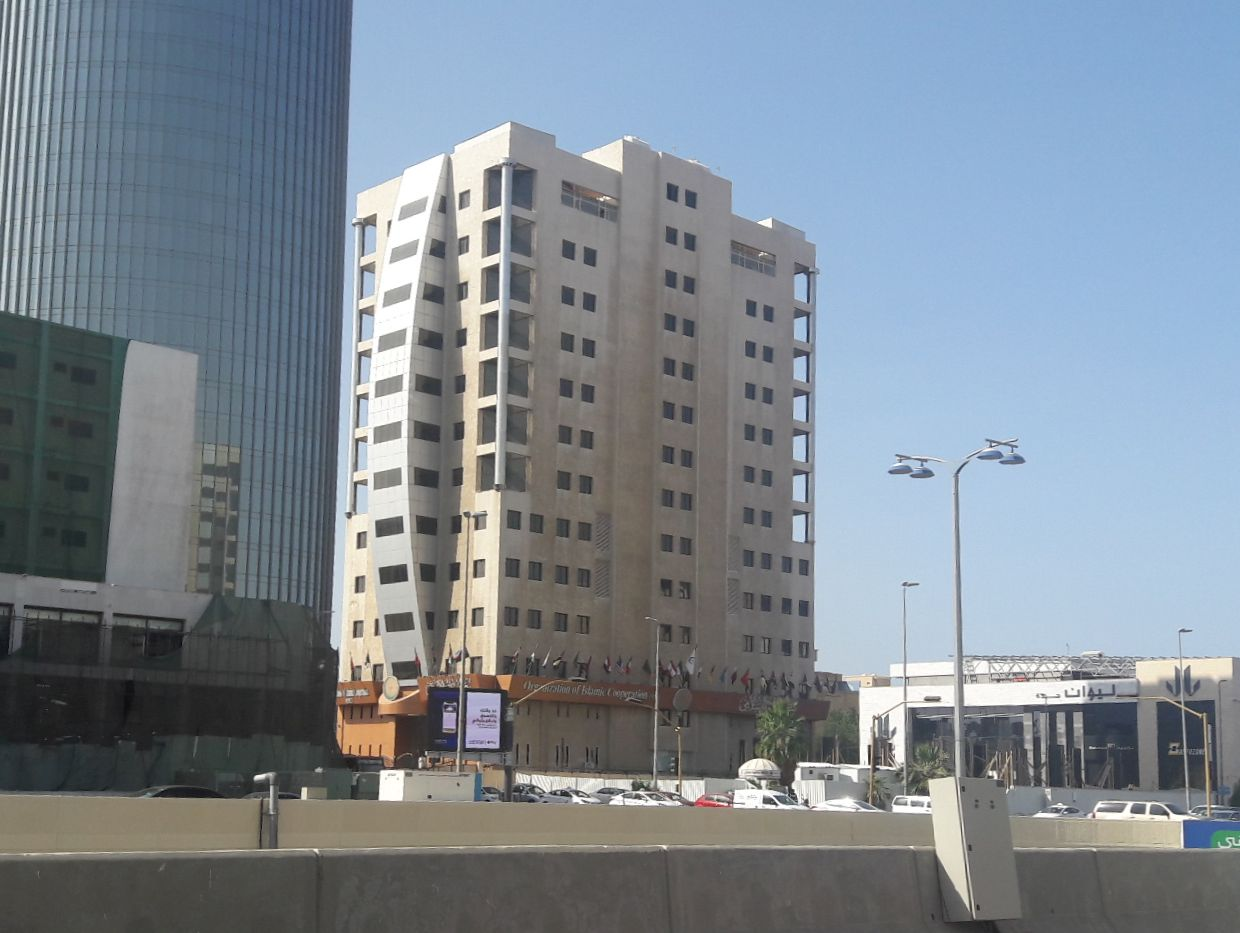
サウジアラビア・ジッダにあるイスラム協力機構事務局

イスラム協力機構（イスラムきょうりょくきこう、アラビア語: منظمة التعاون الإسلامي、略称OIC; 英語: Organisation of Islamic Cooperation、略称OIC; フランス語: Organisation de la coopération Islamique）は、イスラム諸国をメンバーとして構成され、国際連合に対する常任代表を有する国際機構。公用語はアラビア語、英語、フランス語。かつてはイスラム諸国会議機構（منظمة المؤتمر الإسلامي、英語: Organisation of the Islamic Conference、フランス語: Organisation de la Conférence Islamique）という名称であったが、2011年6月にカザフスタンのアスタナでの会議で「イスラム協力機構」への変更と紋章が決定された。

## 概要
イスラム諸国の政治的協力、連帯を強化すること、イスラム諸国に対する抑圧に反対し、解放運動を支援することを目的とする。
加盟国はムスリム（イスラム教徒）が国民の多数を占める西アジア、北アフリカ、西アフリカ、東アフリカ、中央アジア、南アジア、東南アジアなどの57か国、オブザーバーが5ヵ国・8組織（国連など）からなり、世界13億人のムスリムの大部分を代表する。
加盟条件としては、国内でムスリムが大多数を占めることを必ずしも条件としているわけではなく、南アメリカのいくつかの国のようにマイノリティとしてある程度のムスリム人口を抱えているだけであっても、外相会議における審査で承認されればイスラム諸国のひとつとして機構に加盟することができる。イスラム教徒が多数派を占める国はほとんど参加しているが、イスラム教徒比率の高い国のうちエチオピア（30～50%）とタンザニア（約30%）が加盟していない。イスラム教徒人口の多い国で言えばインド（約1億5000万人）や中国（約2000万人）も加盟していない。逆にイスラム教徒比率の低い国ではガボン、ウガンダ、スリナム、ガイアナなどが加盟している（それぞれ10%未満）。

## 組織
3年に1回、首脳会議（加盟国の国王や元首の会議で最高機関）が行われるほか、年に1回の外相会議によって機構の主要な政策を審議し、その採決は世界人口の5分の1を占めるイスラム世界全体の共通の意向として国際社会に対する影響力をもつ。ただし、会議における決定は加盟国の多数決によらないため、重大な案件に対しては全加盟国の承認できる程度の穏健で折衷的な決定を下す傾向がある。このため、加盟国同士の紛争やアメリカの対中東政策のように加盟国間の利害が一致せず対応が大きく分かれる問題に関して、しばしば国際機構として有効に対処できないことが欠点となっている。
サウジアラビアのジッダに常設の事務局が置かれ、いくつもの常設委員会や特設委員会、補助機関、特別機関などをもつ。付属の専門機関として、イスラム開発銀行、イスラム連帯基金、イスラム教育・科学・文化機構、国際イスラム通信機関などをもつ。

## 歴史
イスラム諸国会議機構は、1969年8月21日にエルサレム症候群を発症したキリスト教福音派のオーストラリア人デニス・マイケル・ロハンによってエルサレムの聖地アル＝アクサー・モスクが襲撃された事件に対する抗議運動の盛り上がりを受けて、9月25日に25か国の首脳が参加してモロッコのラバトで行われた第一回イスラム首脳会議で創立が決議され、翌1970年にジェッダで行われた外相会議で会合の定期化と常設事務局の設立を決定、1971年にマレーシアの初代首相アブドゥル・ラーマンを事務局長として事務局が開かれて正式な国際機構となった。設立当初の目的はパレスチナや第三世界の解放運動と結びついており、1974年の第2回首脳会議はパレスチナ解放機構のヤーセル・アラファトも演説し、第四次中東戦争を契機とするイスラム・アラブ・産油諸国の結束を反映してイスラエルの占領地からの撤退要求とイスラム諸国の経済開発推進をうたったラホール宣言を採択した。1979年にはエジプトのサーダート大統領がイスラエルと和平を結んだことに反対し、同年の外相会議でエジプトの会議参加資格停止と、パレスチナ国家の首都をアル＝クドゥス（エルサレム）であるとする宣言を決議した。
1980年にはアフガニスタンでの共産主義勢力クーデターをきっかけとするソ連の軍事介入に反対し、アフガニスタン人民民主党政府の資格停止を決議するなど一致した行動も取ったが、同年に始まるイラン・イラク戦争ではスンナ派とシーア派の宗派対立もあって仲裁に失敗、イランが一部加盟国のイラク支援に抗議してボイコットするなど、1980年代には加盟国間の亀裂が深まった。1990年には、イラクのクウェート侵攻に関し、外相会議でイラクの即時撤退を要求した。
1990年代には再び結束してボスニア内戦におけるムスリム（ボシュニャク人）勢力を支援したり、ソ連撤退以来続くアフガニスタン内戦の仲裁、中東和平破綻後のイスラエルのパレスチナ人抑圧に対する非難などを行った。
一方、アメリカの中東政策に関しては、90年代におけるアメリカ・イギリスのイラクに対する空爆に対しては抗議を行ったが、アメリカ同時多発テロ事件は非難してアフガニスタン戦争を事実上黙認し、イラク戦争に対しては非難する国と積極的に協力する国に分かれ、共同歩調を取ることができなかった。戦後のイラク復興に関しては、イラク統治評議会を承認し、2004年に占領当局から主権委譲を受けるイラク暫定政権の支援を決定したが、多国籍軍への参加を含む具体的な支援については統一見解を決定していない。
マレーシアの行政首都プトラジャヤで、2006年8月3日、危機的状況が続くレバノン情勢に関する緊急首脳会議が開催され、マレーシアが、OICの議長国を務めた。2008年3月13日にはセネガルの首都ダカールで第11回イスラム・サミット会議（Islamic Summit Conference）が開催された。
2011年リビア内戦ではカダフィ政権を非難して飛行禁止空域設置を呼びかけ、リビア連絡調整グループに加わる。シリア内戦ではアサド政権の参加資格停止を決定し、シリアの友人たちに参加した。
2015年のイエメン内戦ではフーシを非難してサウジアラビア主導のイエメン介入を支持した。2015年12月15日、OICの本部を置くサウジアラビアはOICの条約を根拠にイラン、シリアなどを除くイスラム圏34カ国と対テロ連合イスラム軍事同盟を発足させた。初代最高司令官には前パキスタン陸軍参謀長のラヒール・シャリーフが就任した。

## 歴代事務局長
| 代   | 氏名                               | 国籍           | 就任日                 | 退任日                 |
| ---- | ---------------------------------- | -------------- | ---------------------- | ---------------------- |
| 1    | アブドゥル・ラーマン               | マレーシア     | 1970年12月             | 1973年12月31日         |
| 2    | ハサン・トゥハーミー               | エジプト       | 1974年1月1日           | 1975年12月             |
| 3    | アマドゥ・カリーム・ガーイェ       | セネガル       | 1975年12月             | 1980年1月              |
| 4    | ハビーブ・シャティー               | チュニジア     | 1980年1月              | 1984年12月31日         |
| 5    | シャリフッディーン・ピールザーダ   | パキスタン     | 1985年1月1日           | 1988年12月31日         |
| 6    | ハーミド・アルガービド             | ニジェール     | 1989年1月1日           | 1996年12月31日         |
| 7    | アッザッディーン・ララーキー       | モロッコ       | 1997年1月1日           | 2000年12月31日         |
| 8    | アブドゥルワーヒド・ベルケズィーズ | モロッコ       | 2001年1月1日           | 2004年12月31日         |
| 9    | エクメレッディン・イフサンオール   | トルコ         | 2004年1月1日           | 2014年12月31日         |
| 10   | イヤード・アミーン・マダニー       | サウジアラビア | 2014年1月1日           | 2016年10月31日         |
| 代行 | アブドゥッラー・アリム             | サウジアラビア | 2016年11月1日          | 2016年11月17日         |
| 11   | ユーセフ・アル＝オサイミーン       | サウジアラビア | 2016年11月17日         | 現職                   |
| 12   | ヒセイン・ブラヒム・タハ           | チャド         | 2021年11月17日就任予定 | 2021年11月17日就任予定 |

## 加盟国一覧
年は加盟年。
- アフガニスタン 1969年
- アルジェリア 1969年
- イエメン 1969年
- イラン 1969年
- インドネシア 1969年
- ウズベキスタン 1996年
- エジプト 1969年
- ギニア 1969年
- クウェート 1969年
- サウジアラビア 1969年
- スーダン 1969年
- セネガル 1969年
- ソマリア 1969年
- チャド 1969年
- チュニジア 1969年
- トルコ 1969年
- ニジェール 1969年
- パキスタン 1969年
- パレスチナ 1969年
- マリ 1969年
- マレーシア 1969年
- モーリタニア 1969年
- モロッコ 1969年
- ヨルダン 1969年
- リビア 1969年
- レバノン 1969年
- アラブ首長国連邦 1972年
- オマーン 1972年
- カタール 1972年
- バーレーン 1972年
- シエラレオネ 1972年

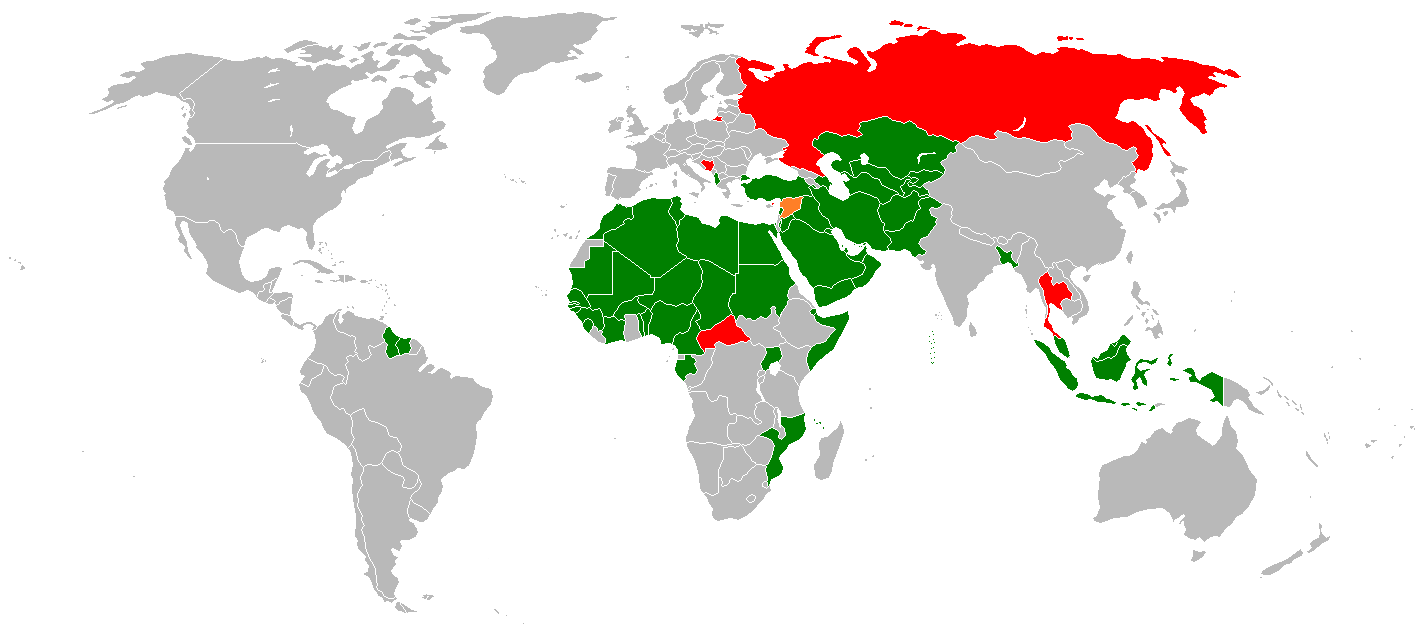
加盟国
加盟候補国
オブザーバー
資格停止国

- シリア 1972年(2012年8月16日に加盟資格停止にされた)
- バングラデシュ 1974年
- カメルーン 1974年
- ブルキナファソ 1974年
- ギニアビサウ 1974年
- ガボン 1974年
- ウガンダ 1974年
- ガンビア 1974年
- イラク 1975年
- モルディブ 1976年
- コモロ 1976年
- ジブチ 1978年
- ベナン 1983年
- ブルネイ 1984年
- ナイジェリア 1986年
- トルクメニスタン 1992年
- タジキスタン 1992年
- キルギス 1992年
- アゼルバイジャン 1992年
- アルバニア 1992年
- モザンビーク 1994年
- カザフスタン 1995年
- スリナム 1996年
- トーゴ 1997年
- ガイアナ 1998年
- コートジボワール 2001年

## オブザーバー

### 国家
- 北キプロス 1979年
- ボスニア・ヘルツェゴビナ 1994年
- 中央アフリカ 1997年
- タイ 1998年
- ロシア 2005年

### 外部組織
- アラブ連盟（LAS） 1975年
- 国際連合（UN） 1976年
- アフリカ連合（AU） 1977年
- 非同盟運動（NAM） 1977年
- 経済協力機構（ECO） 1995年
- モロ民族解放戦線 1977年

### 内部組織
- イスラム諸国会議機構加盟国会議（PUOICM） 2000年
- イスラム諸国会議機構青少年会議（ICYFDC） 2005年